# بند اخلمد
بند اخلمد مربوط به دوران‌های تاریخی پس از اسلام است و در شهرستان چناران، روستای اخلمد واقع شده است. بند اخلمد بر روی سنگ‌های آهکی دوران دوم زمین‌شناسی با مصالح سنگ، آجر و ملات ساروج ایجاد شده است و طول این بند تاریخی که با گذشت حدود ۷۰۰ سال از قدمت آن و فرسودگی بخش‌هایی از آن هنوز سالم و پابرجاست، ۲۲۵ متر و عرض آن در تاج ۱۱ متر و در بستر رودخانه ۱۳٫۵ متر و ارتفاع آن ۱۲ متر می‌باشد همچنین لازم است ذکر شود هرچند این سد در حال حاضر به دلیل پر شدن دریاچه پشت آن قابل استفاده نیست اما یکی از تفرجگاه‌های مردم مشهد و گردشگران به ویژه در فصل تابستان می‌باشد.
بند اخلمد که مربوط به دوره تیموریان است از جمله بناهای ساخته شده توسط سلطان حسین بایقرا آخرین پادشاه تیموری می‌باشد. این اثر در تاریخ ۱۰ مهر ۱۳۸۰ با شمارهٔ ثبت ۴۰۳۴ به‌عنوان یکی از آثار ملی ایران به ثبت رسیده است.